# Bicyclus martius
Bicyclus martius är en fjärilsart som beskrevs av Fabricius 1793. Bicyclus martius ingår i släktet Bicyclus och familjen praktfjärilar. IUCN kategoriserar arten globalt som livskraftig. Inga underarter finns listade i Catalogue of Life.

## Bildgalleri

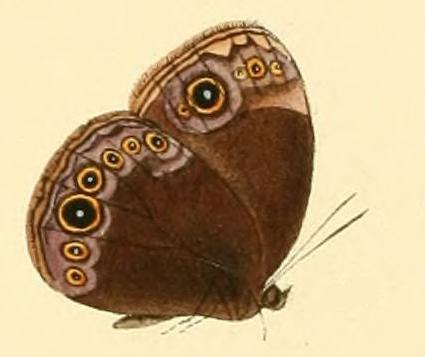
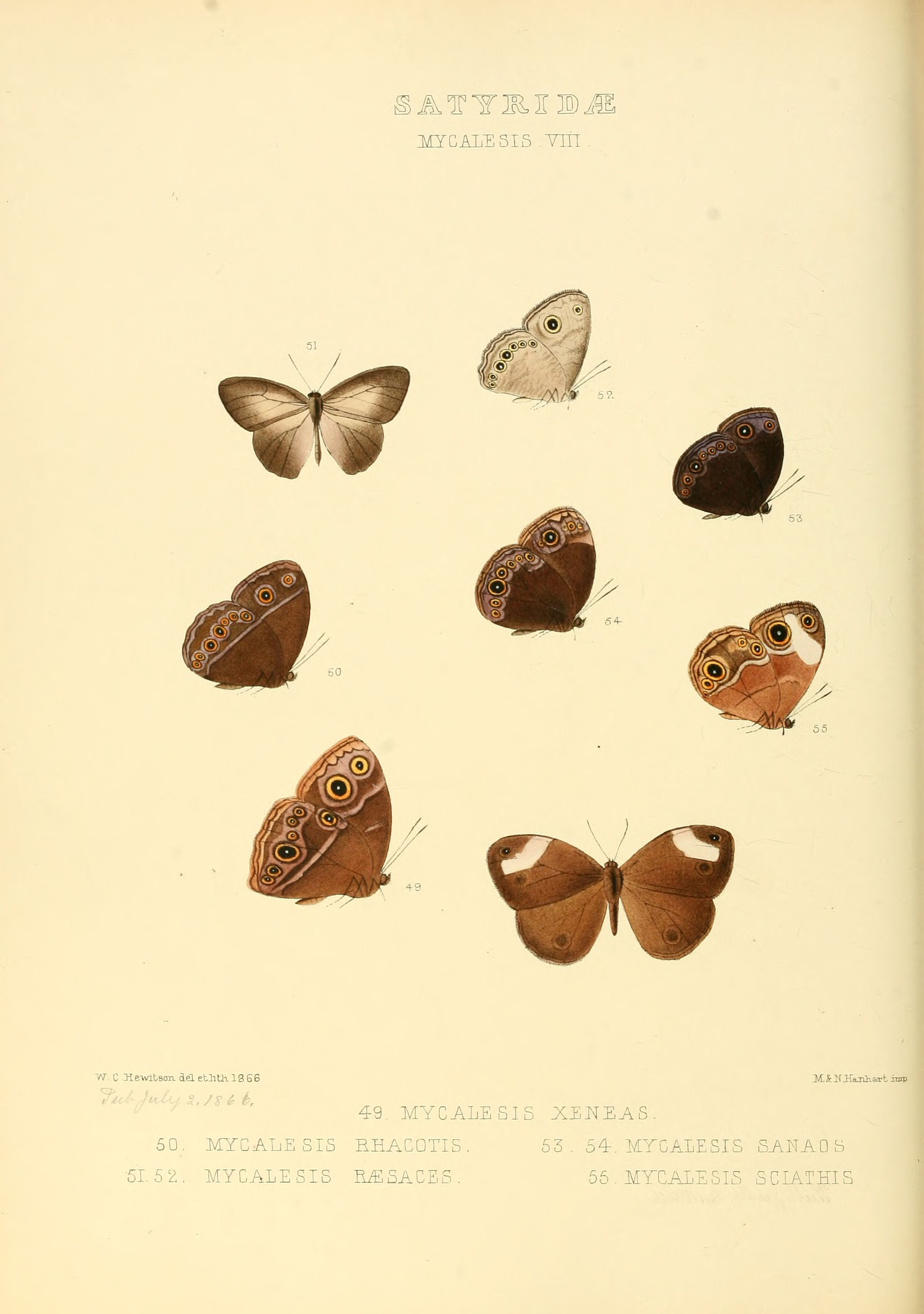
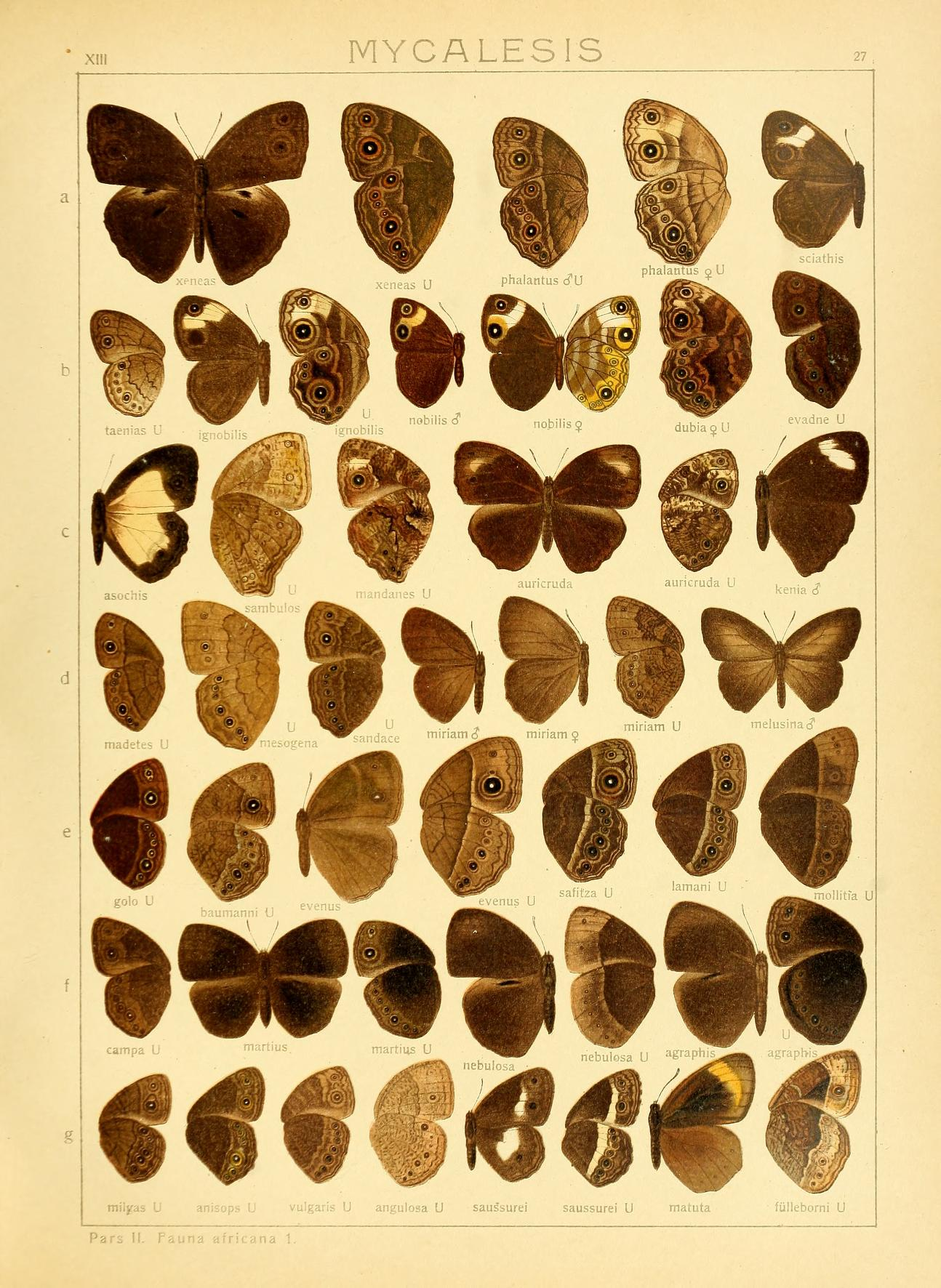